# Jean Coralli
Jean Coralli, właśc. Jean Coralli Peracini (ur. 15 stycznia 1779 w Paryżu, zm. 1 maja 1854 tamże) – włoski tancerz i choreograf.
Coralli zadebiutował w Operze paryskiej w 1802. Tworzył choreografie do baletów w Wiedniu, Mediolanie, Lizbonie i in. W 1825 został maître de ballet w Théâtre Porte St. Martin, w Paryżu, a w 1831 – choreografem w Operze Paryskiej i tam stworzył swoje najważniejsze balety:
- 1836: Le Diable Boiteax
- 1839: La Tarentule
- 1841: Giselle, we współpracy z Jules Perrot
- 1843: La Peri